# Подуры шаровидные
Сминтуриды или Подуры шаровидные (лат. Sminthuridae) — семейство коллембол из надсемейства Sminthuroidea (Symphypleona). В ископаемом виде известно из янтарей: испанского, бирманского, канадского, балтийского и доминиканского.

## Описание
Мелкие коллемболы с округлой формой тела и разнообразной пестрой окраской. 

## Классификация
30 родов, около 250 видов.
- Sminthurinae Lubbock, 1862
  - Allacma (Allacma) 8 видов
  - Allacma (Trochopilosa) 1
  - Allacma 9
  - †Archeallacma 1
  - Austrosminthurus 1
  - Brevimucronus 1
  - Caprainea 2
  - Dietersminthurus 1
  - Disparrhopalites 1
  - Galeriella 1
  - Gisinurus 2
  - Grinnellia 2
  - Mucrovirga 1
  - Novokatianna 3
  - Pararrhopalites 13
  - Richardsitas 2
  - Sminthurconus 2
  - Sminthuricinus 4
  - Sminthurus 93
  - Songhaica 4
  - Soqotrasminthurus 2
  - Spatulosminthurus 7
  - Temeritas 40
- Sphyrothecinae Betsch J-M, 1980
  - Afrosminthurus 3 вида
  - Amazoniatheca 1
  - Lipothrix 4
  - Neosminthurus 8
  - Paralipothrix 1
  - Parasphyrotheca 4
  - Sphyrotheca 33
  - †Sphyrotheciscus 1